# Tachycineta meyeni
Tachycineta meyeni е вид птица от семейство Лястовицови (Hirundinidae).

## Разпространение
Видът е разпространен в Аржентина, Боливия, Бразилия, Парагвай, Уругвай, Фолкландски острови и Чили.